# Nicolas Ivakno
Nicolas Ivakno (* 5. Mai 1980 in Montpellier, Frankreich) ist ein ehemaliger französischer Handballspieler. Er ist 1,93 m groß. Er wurde meistens als Kreisläufer eingesetzt.
Nicolas Ivakno begann in seiner Heimatstadt mit dem Handballspiel. Beim örtlichen Erstligisten Montpellier HB debütierte er in der ersten französischen Liga und sogar in der EHF Champions League. Hier gewann er zwar 2000 die französische Meisterschaft sowie den französischen Pokal; als Nachwuchsspieler erhielt Ivakno jedoch kaum Einsatzzeiten, sodass er im selben Jahr zum ES Besançon in die französische zweite Division wechselte. Nach zwei Jahren zog er weiter zum Villeurbanne HB, der soeben in die erste Division aufgestiegen war, ehe er nach wiederum einem Jahr beim UMS Pontault-Combault HB unterschrieb. Mit dem Pariser Vorstadtclub stieg Ivakno 2004 wiederum in die zweite Division ab, 2005 jedoch sofort wieder auf. 2007 schließlich suchte Ivakno eine neue Herausforderung und wechselte zum ZMC Amicitia Zürich in die Nationalliga A. Mit dem gerade erst aus der zweiten Liga aufgestiegenen Verein gewann er gleich in der ersten Saison die Schweizer Meisterschaft; allerdings war Ivakno hinter Frank Løke meist nur zweite Wahl am Kreis. Sein Einjahresvertrag wurde nicht verlängert; daraufhin fand Ivakno auf die Vermittlung seines alten Freundes Damien Kabengele hin ein neues Engagement bei dessen ehemaligen Verein Eintracht Hildesheim, für den er von 2008 bis 2012 in der 2. Bundesliga auflief. Anschließend schloss er sich dem französischen Verein Pays d’Aix UC an. Im Oktober 2013 wurde der Vertrag aufgelöst.
Zusammen mit Damien Kabengele und Daouda Karaboué gründete Ivakno die Organisation KD Handball Cœur Afrique, die sich zur Aufgabe gemacht hat, zum einen Kindern in Afrika zu helfen und zum anderen den Handball des Kontinentes weiterzuentwickeln.